# Bíborfejű díszmárna
A bíborfejű díszmárna vagy feketesávos díszmárna (Pethia nigrofasciata) a pontyfélék családjába és a Puntius nembe tartozó édesvízi halfaj. Kedvelt akváriumi hal.

## Előfordulása
Srí Lanka folyóiban él.

## Megjelenése
A hal teste zömök, kb. 6 centiméterre nő meg. Háta magas, hasoldala mély. Színe halvány aranysárga, melyet három függőleges fekete sáv keresztez, melyek a fiatal példányokon fakók. Íváskor a hímek teste kivörösödik, fejük bíborszínűvé válik.

## Életmódja
Mindenevő mozgékony csapathal. Természete és temperamentuma a szumátrai díszmárnáéhoz hasonló, kissé csipkelődő hal.

## Tartása
Akváriumban könnyen szaporodik. Az ivarokat a szaporodási időszakban könnyű megkülönböztetni. A nőstény harántcsíkjai jól láthatók, bár testszíne halvány. Tenyésztéskor érdemes ikrarácsot alkalmazni, mert a szülők erősen ikrafalók. Az apró ivadékok gyorsan nevelhetők. Az első ívás gyakran sikertelen, bár az ikrák megtermékenyülnek, de életképtelen utódokat eredményez.
Jól megfér minden márnafélével, de érzékeny hal, könnyen áldozatul esik az édesvízi darakórnak. 60 literenként 6-8 halat tartsunk. Igényli a bőséges úszóteret és a dús aljnövényzetet. Kedveli az enyhén savas, 25-28 fokos vizet.